# Samantha Siqueiros
Samantha Siqueiros (La Paz, 13 de setembro de 1993) é uma atriz mexicana. É conhecida por interpretar Victoria Franco na série da Nickelodeon, Vikki RPM.

## Biografia e Carreira
Siqueiros nasceu em 13 de setembro de 1993 em La Paz, Baja California Sur, México. Ela começou sua carreira de atriz em 2016. Sua primeira aparição foi no filme mexicano de 2016, Baila. Nesse mesmo ano teve a oportunidade de se apresentar na telenovela mexicana Vino el amor. Além de aparecer em capítulos de La Rosa de Guadalupe e Como dice el dicho. Um ano depois, em 2017, Samantha teve a oportunidade de estrelar a série de TV da Nickelodeon Vikki RPM, no papel de Victoria Franco. Por esse motivo, Siqueiros precisou se mudar para Miami, na Flórida, nos Estados Unidos. A série foi um grande sucesso, então Samantha Siqueiros conquistou grande fama entre crianças e jovens.
Em 2017, Samantha teve a oportunidade de participar da telenovela mexicana Sin tu mirada, onde interpretou Ana.

## Participações
| Ano       | Telenovela/Filme     | Personagem              |
| --------- | -------------------- | ----------------------- |
| 2016      | Baila                |                         |
| 2016      | Vino el amor         |                         |
| 2016-2018 | La Rosa de Guadalupe | Vários personagens      |
| 2017      | Como dice el dicho   | Vários personagens      |
| 2017      | Vikki RPM            | Victoria Vikki Franco   |
| 2017      | Milagros de Navidad  | Kathy Martínez          |
| 2017-2018 | Sin tu mirada        | Ana                     |
| 2018-2019 | Señora Acero         | Rosario Franco de Acero |